# Julio Alberto Moreno
Julio Alberto Moreno Casas (Candás, 1958. október 7. –) Európa-bajnoki ezüstérmes spanyol válogatott labdarúgó.

## Pályafutása

### Klubcsapatban
Candásban született, Asztúriában. Pályafutását 1977-ben az Atlético Madrid játékosaként kezdte. Az 1979–82-es szezonban kölcsönadták a másodosztályban szereplő Recreativo Huelvának, majd visszatért az Atléticóhoz. 1982-ben a Barcelona igazolta le, ahol 1982 és 1992 kötött játszott, ezalatt két bajnokságot, három kupát, egy szuperkupát, egy ligakupát és egy KEK-et nyert a katalán csapat színeiben, illetve kezdőként lépett pályára 1986-ban a bajnokcsapatok Európa-kupájának döntőjében, melyet büntetőrúgásokkal elveszítettek a Steaua Bucureștivel szemben.

### A válogatottban
1984 és 1988 között 34 alkalommal szerepelt a spanyol válogatottban. Egy Luxemburg elleni barátságos mérkőzés alkalmával mutatkozott be 1984. február 29-én. Részt vett az 1984-es Európa-bajnokságon és az 1986-os világbajnokságon.

## Sikerei, díjai
FC Barcelona
- Spanyol bajnok (2): 1984–85, 1990–91
- Spanyol kupa (3): 1982–83, 1987–88, 1989–90
- Spanyol ligakupa (2): 1982–83, 1985–86
- Spanyol szuperkupa (1): 1983
- Kupagyőztesek Európa-kupája (1): 1988–89
- Bajnokcsapatok Európa-kupája döntős (1): 1985–86

Spanyolország
- Európa-bajnoki döntős (1): 1984

## Külső hivatkozások
- Julio Alberto Moreno adatlapja a National-Football-Teams.com oldalon (angolul)

- Julio Alberto Moreno (angol nyelven). FootballDatabase.eu
- Julio Alberto Moreno (angol nyelven). eu-football.info
- Julio Alberto Moreno (angol, katalán, spanyol nyelven). BDFutbol.com
- Julio Alberto Moreno (német nyelven). kicker.de
- Julio Alberto Moreno adatlapja a worldfootball.net oldalon (angolul)